# Komet Jupiterove obitelji
Komet Jupiterove obitelji (eng. Jupiter family comet, JFC) ili obitelj jovijanskih kometa, vrsta periodičnih kometa. Klasično su definirani s (P < 20 godina), a po novome službeno su definirani po Levisonu i Duncanu (2 < TJupiter < 3). Većina ih iz ove skupine ophodnog je vremena od 5,93 do 11,86 godina, što je vrijednost unutar razdoblja između ophodnog vremena planeta Jupitera i pola toga i zato za komet koji spada u ovu obitelj kaže se da spada u Jupiterovu obitelj.
Većina kometa s periodima od 20 do 200 godina (20 < P < 200 godina), što ih čini kometima Halleyjeve vrste po klasičnoj definiciji, zapravo su službeno svrstane ili kao kometi Jupiterove obitelji (eng. Jupiter-family comets, JFCs) ili kometi Hironove vrste (eng. Chiron-type comets, CTCs), zasnovano na njihovu Jupiterovu Tisserandovu parametru odnosno Tisserandovoj invarijaciji (TJupiter). 